# Ammiraglio di squadra
Il grado di ammiraglio di squadra è tipico delle marine militari che seguono la tradizione navale francese e indica un ufficiale che è al comando di una squadra navale. Nella maggior parte delle marine corrisponde al grado di viceammiraglio.

## Italia

### Marina Militare
Nella Marina Militare è il grado di vertice dei ruoli degli ufficiali del corpo di stato maggiore, dopo il grado di ammiraglio, previsto solamente per gli ammiragli che rivestano la carica di Capo di stato maggiore della difesa, ed è omologo di generale di corpo d'armata dell'Esercito Italiano e di generale di squadra aerea dell'Aeronautica Militare.
Nei corpi tecnici della Marina Militare Italiana il grado corrispondente è ammiraglio ispettore capo.
Il grado di ammiraglio di squadra venne istituito nel 1926 con la legge n. 1178 dell'8 giugno 1926, «Organizzazione della Marina», recepita con foglio d'ordini n. 168 del 23 luglio 1926, con la quale le denominazioni degli ammiragli divennero le seguenti: grande ammiraglio, ammiraglio d'armata, ammiraglio di squadra, ammiraglio di divisione, contrammiraglio.
Il grado andava a sostituire quello di "viceammiraglio di squadra" che era stato istituito con il regio decreto nº 2395 dell'11 novembre 1923, «Ordinamento gerarchico dell'Amministrazione dello Stato», che modificava i gradi degli ammiragli assieme agli altri vertici delle forze armate del Regno e con il quale in grado di viceammiraglio veniva diviso in due gradi distinti, ovvero in Viceammiraglio d'armata e viceammiraglio di squadra; distintivi di grado, insegne e onori per i nuovi gradi vennero specificati con il Foglio d'ordini del 7 dicembre 1923.
Per tutti gli altri corpi della Regia Marina l'equivalente al grado di ammiraglio di squadra era generale ispettore, riservato all'ufficiale in comando di tali corpi. Tale denominazione rimase in vigore anche dopo la seconda guerra mondiale e la proclamazione della Repubblica, fino al 1973, quando i gradi di tutti i corpi della Marina Militare Italiana vennero unificati, ad eccezione proprio dei gradi di ammiraglio di divisione e di ammiraglio di squadra, la cui denominazione negli altri corpi della Marina Militare Italiana è rispettivamente ammiraglio ispettore e ammiraglio ispettore capo.
Il Comando in capo della squadra navale, il Comando logistico della Marina e il Comando scuole della Marina i tre Alti Comandi della Marina Militare che dipendono direttamente dal Capo di stato maggiore della Marina  sono retti da ammiragli di squadra.
Tra i Comandi marittimi che dipendono per compiti e funzioni territoriali dal capo di stato maggiore e per compiti e funzioni logistiche dal Comando logistico, possono essere retti sia da ammiragli di squadra, sia da ammiragli di divisione il Comando marittimo Nord con sede a La Spezia e il Comando marittimo Sud con sede a Taranto, mentre il Comando marittimo Capitale di Roma è retto da un contrammiraglio e il Comando marittimo Sicilia di Augusta può essere retto sia da un contrammiraglio, sia da un ammiraglio di divisione.

#### Ammiraglio di squadra con incarichi speciali
Gli ammiragli di squadra nominati capo di stato maggiore della Marina o segretario generale della difesa, pur non essendo prevista alcuna promozione al grado superiore, vengono posti gerarchicamente al di sopra degli altri ammiragli di squadra.
Gli ammiragli di squadra con incarichi speciali attualmente ricoprono le seguenti cariche:
- Capo di stato maggiore della Marina
- Segretario generale della difesa se parte della Marina Militare
- Comandante del COVI - Comando Operativo di Vertice Interforze

In passato l'incarico speciale era affidato anche agli ammiragli di squadra che ricoprivano in ambito NATO le seguenti cariche:
- Comandante in Capo della Squadra Navale quando ricopriva contemporaneamente il ruolo di Comandante in Capo della Squadra Navale e del Mediterraneo Centrale
- Comandante in Capo del Dipartimento militare marittimo "Basso Tirreno" e Comandante navale del Sud Europa, quando dal 1971 al 1999, il Comandante in Capo del Dipartimento militare marittimo "Basso Tirreno" ricopriva anche il ruolo di Comandante delle Forze Navali Alleate del Sud Europa

### Distintivo
Il distintivo per paramano del grado è costituito da un giro di bitta, due spaghetti e una greca. Il distintivo per controspallina è, invece, costituito da tre stellette su spallina dorata. Il fregio da berretto rigido di un ammiraglio di squadra ha sfondo rosso sotto la torre a differenza di tutti gli altri ufficiali della Marina militari in cui lo sfondo sotto la torre è blu, mentre l'ovale dell'ancoretta è di colore blu, comunemente a tutti gli altri ufficiali.

Fregio da berretto rigido per ammiraglio di squadra
Fregio da berretto rigido per ufficiali della Marina Militare

Il distintivo per paramano degli ammiragli di squadra con incarichi speciali è costituito da un giro di bitta, tre binari e una greca, dove parte del giro di bitta è bordato di rosso, a significare l'incarico speciale. Analogamente il distintivo per controspallina è provvisto di quattro stellette, dove una è bordata di rosso.  Il codice di equivalenza NATO è OF-8 per ammiraglio di squadra e OF-9 per ammiraglio di squadra con incarichi speciali, mentre è OF-10 per ammiraglio.
| Grado                                        | Distintivo per controspallina | Distintivo per paramano | Insegna                                                 |
| -------------------------------------------- | ----------------------------- | ----------------------- | ------------------------------------------------------- |
| Ammiraglio                                   |                               |                         | Bandiera del capo di stato maggiore della difesa        |
| Ammiraglio di squadra con incarichi speciali |                               |                         | Bandiera navale del capo di stato maggiore della Marina |
| Ammiraglio di squadra                        |                               |                         | Bandiera navale per ammiraglio di squadra               |

### Regia Marina
Il grado di ammiraglio di squadra venne istituito nel 1926 nella Regia Marina con Legge nº 1178 dell'8 giugno 1926, «Organizzazione della Marina», recepita con foglio d'ordini nº 168 del 23 luglio 1926. Il grado sostituiva quello viceammiraglio di squadra.
Nel 1932 venne istituita la carica di ammiraglio di squadra designato d'armata con Legge 30 maggio 1932, recepita con foglio d'ordini nº 141 del 21 giugno 1932, con distintivo, insegna ed onori uguali a quelli degli ammiragli d'armata. I dettagli del grado vennero meglio precisati nel 1942. L'unica differenza era che l'insegna dell'ammiraglio di squadra designato d'armata veniva issata sulla cima dell'albero di trinchetto, mentre quella dell'ammiraglio d'armata veniva issata sulla cima dell'albero di maestra. Il grado di ammiraglio d'armata poteva essere conferito solo in caso di guerra o di mobilitazione mentre la designazione di ammiraglio di squadra designato d'armata poteva essere attribuita agli ammiragli di squadra che avessero comandato per almeno un anno una squadra navale.
| Grado                                    | Distintivo per controspallina | Distintivo per paramano         | Insegna ed onori                   |
| ---------------------------------------- | ----------------------------- | ------------------------------- | ---------------------------------- |
| Ammiraglio d'armata                      |                               |                                 | alla maestra Salve: 19 Squilli: 3  |
| Ammiraglio di squadra designato d'armata |                               | \| 1932-1942 \| 1942[3]-1946 \| | al trinchetto Salve: 17 Squilli: 3 |
| Ammiraglio di squadra                    |                               |                                 | alla maestra Salve: 19 Squilli: 3  |
| 1932-1942                                | 1942-1946                     |                                 |                                    |

## Nel mondo

### Francia
In Francia il grado massimo è quello di viceammiraglio, che corrisponde a quello di ammiraglio di divisione; il comandante di una squadra navale è un viceammiraglio di squadra (francese: Vice-amiral d'escadre) che non è un grado ma una prerogativa, così come è una prerogativa il rango di ammiraglio conferito al capo di stato maggiore della Marine nationale, mentre è un titolo onorifico ammiraglio di Francia, o grande ammiraglio di Francia, che è una dignità di carica equivalente al titolo di maresciallo di Francia, nonostante che non vi sia alcuno che ne sia attualmente investito.
Le funzioni conferite nella Marine nationale a un vice-amiral d'escadre sono le seguenti:
- direttore del personale militare della Marina (directeur du personnel militaire de la Marine - DPMM)
- comandante la Force d'action navale (ALFAN)
- comandante la force océanique stratégique et les forces sous-marines (ALFOST)
- préfet maritime de l'Atlantique ou de la Méditerranée (CECLANT, CECMED)
- major général de la Marine (MGM)

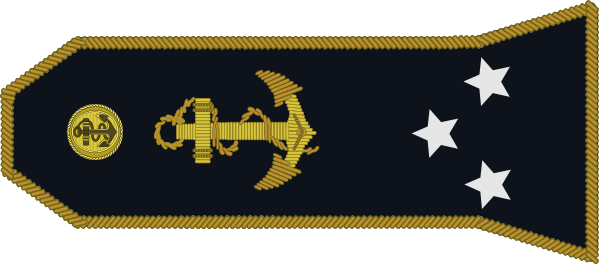
Controspallina di viceammiraglio
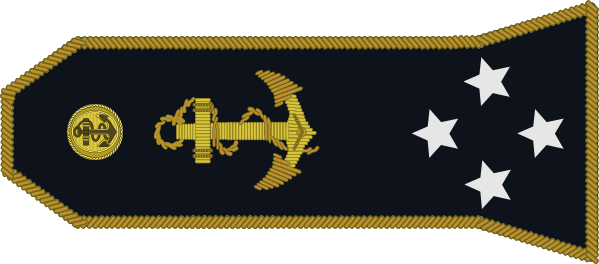
Controspallina di vice-amiral d'escadre

### Turchia
Nella Marina militare turca il grado corrispondente è Koramiral.

### Polonia
Nella Marina Polacca (polacco: Marynarka Wojenna) il grado corrispondente ad ammiraglio di squadra è denominato Ammiraglio della flotta, (polacco: admirał floty) ed è stato istituito ai sensi della legge del 21 dicembre 2001 e introdotto il 1º gennaio 2002. Il grado è equivalente al generale di corpo d'armata dell'Esercito e al generale di squadra aerea dell'Aeronautica militare polacca (polacco: generał broni) ha codice di equivalenza NATO OF-8, inferiore al grado di ammiraglio, che ha codice di equivalenza NATO OF-9; Il grado è superiore al grado di viceammiraglio, ed è corrispondente oltre che al grado di Ammiraglio di squadra della Marina Militare Italiana, al viceammiraglio di squadra della Marine nationale francese. 
Il grado di ammiraglio della flotta è posto tra viceammiraglio e ammiraglio. 
Fino al 2002 i gradi di ammiraglio erano articolati su tre livelli: contrammiraglio (polacco: Kontradmirał), viceammiraglio (polacco: Wiceadmirał) e ammiraglio (polacco: Admirał); il distintivo di grado di Ammiraglio della flotta è uguale al precedente distintivo di grado di Ammiraglio che è il più alto grado della Marynarka Wojenna ed è equiparato al generale a quattro stelle. In seguito all'entrata della Polonia nella NATO il grado di ammiraglio è riservato al Comandante in capo della Marina Polacca e al comandante in capo delle forze armate polacche quando a ricoprire tale carica è un ufficiale della Marina. 

Bandiera navale di ammiraglio
Bandiera navale di ammiraglio della flotta